# Ischioplites yorkensis
Ischioplites yorkensis là một loài bọ cánh cứng trong họ Cerambycidae.